# Benoît Poelvoorde
Benoît Poelvoorde (ur. 22 września 1964 w Namur) – belgijski aktor, reżyser, scenarzysta i komik.

## Życiorys

### Wczesne lata
Urodził się w Namur (w Belgii) jako syn Jacqueline Poelvoorde-Pappaert, sprzedawczyni w sklepie, i kierowcy. Jego ojciec zmarł, kiedy Poelvoorde był jeszcze mały. Uczęszczał do szkoły jezuitów z internatem w Godinne. W wieku 17 lat brał udział w zajęciach sztuki użytkowej w instytucie techniki Féliciena Ropsa w Namur, gdzie spotkał Rémy'ego Belvaux. Szybko rozwinął swoją pasję do teatru i stał się znany ze swoich nietypowych interpretacji. Stał się nie tylko rysownikiem, a także rozwijał swój profesjonalizm jako fotograf.

### Kariera
Podczas swoich studiów na wydziale grafiki w École de recherche graphique w Brukseli, zaprzyjaźnił się z André Bonzelem i wraz z Rémy Belvaux zrealizował 13-minutowy film Pas de C4 pour Daniel Daniel (1988), gdzie był reżyserem, współautorem scenariusza i zagrał tytułowego Daniela Daniela. 
Cztery lata później, trio Belvaux-Bonzel-Poelvoorde zrealizowało film Człowiek pogryzł psa (C'est arrivé près de chez vous, 1992). Film, zainspirowany przez belgijski program Strip-Tease, odniósł szybko ogromny sukces i został nagrodzony na 45. MFF w Cannes.
Zasiadał w jury konkursu głównego na 57. MFF w Cannes (2004).
W 1992 Poelvoorde poznał swoją przyszłą żonę, Coralie, potem asystentkę Tygodnia Krytyki na MFF w Cannes.

## Wybrana filmografia
| Rok  | Tytuł                                                            | Rola                          | Reżyser                                       |
| ---- | ---------------------------------------------------------------- | ----------------------------- | --------------------------------------------- |
| 1987 | Pas de C4 pour Daniel Daniel (film krótkometrażowy)              | Daniel Daniel                 | Rémy Belvaux, André Bonzel, Benoît Poelvoorde |
| 1992 | Człowiek pogryzł psa (C'est arrivé près de chez vous)            | Ben                           | Rémy Belvaux, André Bonzel, Benoît Poelvoorde |
| 1997 | Kocha, lubi, zdradza... (Pour rire)                              | niewinny głuptas              | Lucas Belvaux                                 |
| 1997 | Wędrowcy (Les Randonneurs)                                       | Éric                          | Philippe Harel                                |
| 1998 | Otwarte drzwi (Les convoyeurs attendent)                         | Roger                         | Benoît Mariage                                |
| 2001 | Rower Lamberta (Le Vélo de Ghislain Lambert)                     | Ghislain Lambert              | Philippe Harel                                |
| 2002 | Pościg za milionem (Le Boulet)                                   | Francis Reggio                | Alain Berberian                               |
| 2003 | Rire et Châtiment                                                | pierwszy instruktor lotnictwa | Isabelle Doval                                |
| 2004 | Podium                                                           | Bernard Frédéric              | Yann Moix                                     |
| 2004 | Atomik Circus, le retour de James Bataille                       | Allan Chiasse                 | Didier Poiraud, Thierry Poiraud               |
| 2004 | Sny o potędze (Narco)                                            | Lenny Bar                     | Tristan Aurouet, Gilles Lellouche             |
| 2004 | Aaltra                                                           | amator motocrossu             | Benoît Delépine, Gustave Kervern              |
| 2005 | Akoibon                                                          | Jean-Mi                       | Édouard Baer                                  |
| 2005 | W jego rękach (Entre ses mains)                                  | Laurent Kessler               | Anne Fontaine                                 |
| 2006 | Z dnia na dzień (Du jour au lendemain)                           | François Berthier             | Philippe Le Guay                              |
| 2006 | Jean-Philippe                                                    | Bernard Frédéric              | Laurent Tuel                                  |
| 2006 | Sekrety Charliego (Selon Charlie)                                | Joss                          | Nicole Garcia                                 |
| 2007 | Dwa światy (Les deux mondes)                                     | Rémy Bassano                  | Daniel Cohen                                  |
| 2007 | Cowboy                                                           | Daniel Piron                  | Benoît Mariage                                |
| 2008 | Wędrowcy z Saint-Tropez (Les Randonneurs à Saint-Tropez)         | Éric Jacquemart               | Philippe Harel                                |
| 2008 | Asterix na olimpiadzie (Astérix aux Jeux olympiques)             | Brutus                        | Thomas Langmann, Frédéric Forestier           |
| 2008 | Louise Hires a Contract Killer                                   | Guy, inżynier                 | Gustave Kervern, Benoît Delépine              |
| 2009 | Miasteczko Panika (Panique au village, animowany)                |                               | Stéphane Aubier, Vincent Patar                |
| 2009 | Pięknotki na wojnie (La Guerre des miss)                         | Franck Chevrel                | Patrice Leconte                               |
| 2009 | Coco Chanel (Coco avant Chanel)                                  | Anne Fontaine                 | Étienne Balsan                                |
| 2009 | Opowieści z Ławeczki (Bancs publics (Versailles Rive-Droite))    | klient z paterą               | Bruno Podalydès                               |
| 2010 | L'Autre Dumas                                                    | Auguste Maquet                | Safy Nebbou                                   |
| 2010 | Mammuth                                                          | konkurent                     | Benoît Delépine, Gustave Kervern              |
| 2010 | Przepis na miłość (Les Émotifs anonymes)                         | Jean-René Van Den Hugde       | Jean-Pierre Améris                            |
| 2010 | Zabij mnie, proszę (Kill Me Please)                              | Pan Demanet                   | Olias Barco                                   |
| 2010 | Nic do oclenia (Rien à déclarer)                                 | Ruben Vandevoorde             | Dany Boon                                     |
| 2011 | Mój najgorszy koszmar (Mon pire cauchemar)                       | Patrick Demeuleu              | Anne Fontaine                                 |
| 2012 | Wielkie wejście (Le grand soir)                                  | Benoît Savelli / "Not"        | Gustave Kervern, Benoît Delépine              |
| 2013 | Miejsce na ziemi (Une place sur la terre)                        | Antoine Dumas                 | Fabienne Godet                                |
| 2013 | Une histoire d'amour                                             | bankier                       | Hélène Fillières                              |
| 2013 | Le Grand méchant loup                                            | Philippe Delcroix             | Nicolas Charlet, Bruno Lavaine                |
| 2014 | Cena sławy (La rançon de la gloire)                              | Eddy Ricaart                  | Xavier Beauvois                               |
| 2014 | 3 serca (3 coeurs)                                               | Marc                          | Benoît Jacquot                                |
| 2015 | Zupełnie Nowy Testament (Le Tout Nouveau Testament)              | Bóg                           | Jaco Van Dormael                              |
| 2015 | Rodzina do wynajęcia (Une famille à louer)                       | Paul-André Delalande          | Jean-Pierre Améris                            |
| 2016 | Saint-Amour                                                      | Bruno                         | Gustave Kervern, Benoît Delépine              |
| 2017 | 7 dni, nie więcej (7 jours pas plus)                             | Pierre                        | Héctor Cabello Reyes                          |
| 2018 | Deux fils                                                        | Joseph Zuccarelli             | Félix Moati                                   |
| 2018 | Niezatapialni (Le grand bain)                                    | Marcus                        | Gilles Lellouche                              |
| 2018 | Oko na delikwenta (Au poste!)                                    | Buron                         | Mr. Oizo                                      |
| 2018 | Tajemnica Raoula Taburina                                        | Raoul Taburin                 | Pierre Godeau                                 |
| 2019 | Adoracja (Adoration)                                             | Hinkel                        | Fabrice Du Welz                               |
| 2019 | Venise n'est pas en Italie                                       |                               | Ivan Calbérac                                 |
| 2020 | Jak zostałem superbohaterem (Comment je suis devenu super-héros) | Monté Carlo                   | Douglas Attal                                 |
| 2020 | Profession du pére                                               | André Choulans                | Jean-Pierre Améris                            |
| 2020 | Wykasuj historię (Effacer l'historique)                          |                               | Gustave Kervern, Benoît Delépine              |
| 2021 | Tajemnice Saint-Tropez (Mystère à Saint-Tropez)                  | Claude Tranchat               | Nicolas Benamou                               |